# Мастік-Біч (Нью-Йорк)
Мастік-Біч (англ. Mastic Beach) — переписна місцевість (CDP) в США, в окрузі Саффолк штату Нью-Йорк. Населення — 14 199 осіб (2020).

## Географія
Мастік-Біч розташований за координатами 40°46′3″ пн. ш. 72°50′15″ зх. д. / 40.76750° пн. ш. 72.83750° зх. д. (40.767592, -72.837558).  За даними Бюро перепису населення США в 2010 році переписна місцевість мала площу 12,90 км², з яких 12,21 км² — суходіл та 0,69 км² — водойми. В 2017 році площа становила 11,80 км², з яких 10,43 км² — суходіл та 1,36 км² — водойми.

## Демографія
Згідно з переписом 2010 року, у переписній місцевості мешкало 12 930 осіб у 4231 домогосподарстві у складі 3176 родин. Густота населення становила 1003 особи/км².  Було 4889 помешкань (379/км²).
Расовий склад населення:
| - 80,5 % — білих - 9,5 % — чорних або афроамериканців - 1,5 % — азіатів - 0,4 % — корінних американців - 0,1 % — вихідців з тихоокеанських островів - 3,9 % — осіб інших рас |

До двох чи більше рас належало 4,0 %. Частка іспаномовних становила 15,6 % від усіх жителів.
За віковим діапазоном населення розподілялося таким чином: 27,8 % — особи молодші 18 років, 64,5 % — особи у віці 18—64 років, 7,7 % — особи у віці 65 років та старші. Медіана віку мешканця становила 35,4 року. На 100 осіб жіночої статі у переписній місцевості припадало 98,6 чоловіків;  на 100 жінок у віці від 18 років та старших — 94,9 чоловіків також старших 18 років.
Середній дохід на одне домашнє господарство  становив 74 023 долари США (медіана — 62 602), а середній дохід на одну сім'ю — 78 766 доларів (медіана — 67 796). Медіана доходів становила 52 873 долари для чоловіків та 46 786 доларів для жінок. За межею бідності перебувало 14,6 % осіб, у тому числі 21,3 % дітей у віці до 18 років та 11,8 % осіб у віці 65 років та старших.
Цивільне працевлаштоване населення становило 6818 осіб. Основні галузі зайнятості: освіта, охорона здоров'я та соціальна допомога — 26,2 %, роздрібна торгівля — 10,8 %, транспорт — 10,1 %.